# Arria cinctipes
Arria cinctipes är en bönsyrseart som beskrevs av Carl Stål 1877. Arria cinctipes ingår i släktet Arria och familjen Mantidae. Inga underarter finns listade i Catalogue of Life.